# Stanfordia
Stanfordia es un género de fanerógamas perteneciente a la familia Brassicaceae. Comprende una especie. 
Está considerada un sinónimo de Caulanthus S. Watson